# Krystyna Bigelmajer
Krystyna Bigelmajer (ur. 10 października 1938 roku, zm. 28 sierpnia 1997) – polska aktorka.

## Filmografia
- 1997: Brat naszego Boga (Our God's Brother)
- 1996: Słaba wiara jako Recepcjonistka
- 1995: Cwał
- 1994: Trzy kolory. Biały
- 1988–1990: Mistrz i Małgorzata jako kasjerka w teatrze „Variete” (odc. 2)
- 1988: Dekalog II jako pielęgniarka
- 1986: Zmiennicy
- 1980: Constans
- 1978: Spirala
- 1976: Barwy ochronne jako Pani Zofia